# Taksin
Taksin (Royal Thai Institute): Somdet Phra Chao Taksin Maharat; em tailandês:  สมเด็จพระเจ้าตากสินมหาราช, Somdet Phra Chao Krung Thonburi; (Ayutthaya, 17 de abril de 1734 – Thonburi, 7 de abril de 1782) foi o único rei do reino tailandês de Thonburi. Ele é muito venerado pelo povo tailandês pela sua liderança em libertar o pais da ocupação birmanêsa, após a segunda queda de Ayutthaya em 1767, e a posterior unificação dele depois que foi dividido entre vários senhores da guerra.
Ele estabeleceu a cidade de Thonburi como a nova capital, devido a cidade de Ayutthaya ter sido quase completamente destruída pelos invasores. Seu reinado foi marcado por inúmeras guerras, lutou para repelir novas invasões birmanesas e subjugar o reino de Lanna no norte da Tailândia e os principados do Laos. Ele foi sucedido pelo rei Buddha Yodfa Chulaloke, fundador da Dinastia Chakri.
Embora a guerra tenha ocupado a maior parte do tempo do Rei Taksin, ele deu uma grande atenção à política, administração, economia e do bem-estar do país. Ele promoveu o comércio e fomentou as relações com países estrangeiros, incluindo China, Grã-Bretanha, e Holanda.
Construiu estradas e canais e além de restaurar e renovar templos, o rei tentou reviver a literatura, e os vários ramos das artes como teatro, pintura, arquitetura e artesanato. Ele também publicou os regulamentos para promover a educação e estudos religiosos. Em reconhecimento pelo que ele fez, posteriormente, ele foi agraciado com o título de Maharaj (O Grande).